# Gegroefde zeeden
De gegroefde zeeden (Sertularella rugosa) is een hydroïdpoliep uit de familie Sertulariidae. De poliep komt uit het geslacht Sertularella. Sertularella rugosa werd in 1758 voor het eerst wetenschappelijk beschreven door Carl Linnaeus als Sertularia rugosa.

## Beschrijving
De gegroefde zeeden is een hydroïdpoliep die 40 mm lange kolonies vormt. De hoofdstelen komen voort uit een kruipende uitloper, meestal zijn ze kort en onvertakt. Er zijn ringen aan de basis van de hoofdstam en tussen elke hydrotheca. De hydrotheca (omhulsel dat de poliepen omsluit) zijn afwisselend en divergeren van de hoofdstam, waardoor de kolonie een zigzaguitstraling krijgt. Ze zijn tonvormig en hebben uitgesproken horizontale rimpels. De opening is ruwweg vierkant van vorm en heeft op elke hoek een klein tandje. Het operculum bestaat uit vier flappen. De gonotheca  (omhulsel van de voortplantingsstructuren) zijn groot en ovaal van vorm en hebben dwarsringen. De opening van de capsule is vierhoekig.

## Verspreiding
De gegroefde zeeden is overal op de Britse Eilanden waargenomen, maar komt vaker voor in het noorden. Deze soort groeit vaak gehecht aan andere hydroïdpoliepen, algen en ook op het breedbladig mosdiertje (Flustra foliacea).

## Naamgeving
De oude Nederlandse naam "Rimpelig tandhoornkoraal" was zeer verwarrend, omdat Sertularella rugosa geen koraalsoort is maar een hydroïdpoliep. Daarom werd door zoölogen voorgesteld om voor deze soort de nieuwe Nederlandse naam "Gegroefde zeeden" te gebruiken, die minder verwarrend is.